# Municipio de Gallatin (condado de Clay, Misuri)
Gallatin Township es un municipio del condado de Clay, Misuri, Estados Unidos. Según el censo de 2020, tiene una población de 74 471 habitantes.
Tiene un código censal Z1, que indica que la subdivisión no está en funcionamiento.

## Geografía
Está ubicada en las coordenadas 39°11′8″N 94°34′15″O / 39.18556, -94.57083 (39.18544, -94.570793). Según la Oficina del Censo de los Estados Unidos, tiene una superficie total de 78.57 km², de la cual 76.36 km² corresponden a tierra firme y 2.19 km² son agua.

## Demografía
Según el censo de 2020, hay 74 471 personas residiendo en la zona. La densidad de población es de 975.26 hab./km². El 70.13% de los habitantes son blancos, el 11.32% son afroamericanos, el 0.70% son amerindios, el 3.50% son asiáticos, el 0.91% son isleños del Pacífico, el 3.48% son de otras razas y el 9.95% son de una mezcla de razas. Del total de la población, el 10.05% son hispanos o latinos de cualquier raza.